# Кім Джон Ньоль
Кім Джон Ньоль (кор. 김정렬, 金貞烈, Kim Chung-yul; 29 вересня 1917 — 7 вересня 1992) — корейський військовик і політик, генерал-лейтенант повітряних сил, дев'ятнадцятий прем'єр-міністр Республіки Корея.
Окрім іншого, обіймав посади начальника штабу Повітряних сил, командувача національних ВПС, міністра оборони Республіки Корея. Очолював Демократичну республіканську партію, від якої обирався до лав парламенту Південної Кореї, а також очолював Корейську федерацію антикомуністів.